# 정관읍
정관읍(鼎冠邑)은 대한민국 부산광역시 기장군의 북부에 있는 읍이다.
2008년 12월말 5,171 명이던 인구가 2009년부터 급증하기 시작하여 2009년 7월에 1만 명을 돌파하였고, 2010년 5월에 2만 명, 2012년 8월에 3만 명, 2013년 5월에 4만 명, 2013년 11월에 5만 명, 2014년 8월에 6만 명, 2015년 7월에 7만 명을 돌파하였다.

## 연혁
- 원삼국시대 : 거칠산국의 갑화양곡에 속함
- 79년 : 신라 석탈해왕에 정복됨
- 505년(신라 지증왕 6년) : 거칠산군의 갑화양곡현이 됨
- 757년(신라 경덕왕 16년) : 동래군의 현령으로서 기장현으로 개명
- 983년(고려 성종 2년) : 김해(금주)의 영현이 되었다가 그 후에 양산에 영속됨
- 1018년(고려 현종 9년) : 울산에 영현이 되면서 기장현에 감무를 둠
- 1304년(고려 충렬왕 30년) : 양산의 영현으로 되고 기장현에 현감을 둠
- 1413년(조선 태종 13년) : 기장현의 북면이 됨
- 1599년(조선 선조 32년) : 기장현은 폐지되고 울산군 하미면의 3동이 됨
- 1617년(조선 광해군 9년) : 기장현이 다시 복설되었으나 하미면으로 남음
- 1653년(조선 효종 4년) : 울산에서 기장현의 상북면과 중북면으로 복귀
- 1660년(조선 현종 1년) : 울산 하미면의 3동으로 환속
- 1681년(조선 숙종 7년) : 다시 기장현으로 복귀
- 1831년(조선 순조 31년) : 하미면으로 불림
- 1839년(조선 헌종 5년) : 기장현 하북면으로 복칭
- 1895년(조선 고종 32년) 5월 26일 : 동래부 기장군이 되어 기장군 하북면이 됨
- 1914년 3월 1일 : 기장군이 폐지되고 동래군 정관면이 됨. 정관면은 예림리, 달산리, 방곡리, 매학리, 용수리, 모전리, 병산리, 두명리, 월평리, 임곡리의 10개 동리로 구성됨.
- 1973년 7월 1일 : 동래군이 폐지되고 양산군 정관면이 됨
- 1994년 12월 31일 : 대통령령 제4802호로 기장군이 설치되어 기장군 정관면이 됨
- 1995년 3월 1일 : 기장군이 부산시에 편입됨으로써 부산광역시 기장군 정관면이 됨
- 2015년 9월 23일 : 정관읍으로 승격
- 2018년 4월 : 인구가 8만 명을 돌파함.

## 유래
정관읍의 이름은 정관령(鼎冠嶺)이라고도 부른 소두방재(聳岩嶺)에서 유래하였다. 소두방재는 정관읍 사람들이 동래(東萊)로 내왕하는 유일한 관문이었기 때문에 1914년 3월 군,면의 행정구역 개정 때 정관면의 이름으로 정한 것이다. 소두방은 솥뚜껑의 이곳 방언이다. 이를 솥 정(鼎), 갓 관(冠)자로서 아주 멋있는 작명을 하였다. 소두방재라고 한 것은 재(嶺) 근처에 있는 매바우가 꼭 소두방처럼 생겼기 때문이라는 것이다. 그런데 그 매바우는 아무리 살펴보아도 소두방처럼 생기지 않고, 큰 바위가 산처럼 솟아 있을 뿐이다. 매바우를 옛사람들은 솟아 있는 바위(聳岩)라 하여 솟은 바위를 이곳 방언으로 솟은방우→솟은바우→소든방우, 소두방이라 한 것이다. 즉 이곳 방언으로 소두(聳), 방우(岩)인데 방우는 방으로 줄여서 소두방이라는 이름이 생겼다. 따라서 그 참뜻은 솟은 바위이지 솥뚜껑〔鼎冠〕은 아닌 것이다. 그 때문에 소두방재가 있는 곳을 소산평(蘇山坪)이라 하였는데 이는 솟은(용), 뫼(산), 들(평), 즉 용산평(聳山坪)이라는 뜻이다. 그래서 소두방(聳岩)을 그 모양이 뫼처럼 생겼다 하며 뫼바위(山岩)라 한 것이다. 뫼바위(山岩)를 이곳 방언으로 매바우라 하기 때문에 한자로 매암(梅岩)이라 하였고, 그 아랫마을은 매곡(梅谷)이라 하였던 것이다.
옛날 매바우에 두루미가 살고 있었다하여 소학대(巢鶴台)라는 멋진 이름도 가지고 있다. 이곳은 백운산에 있었던 기장 제일의 대가람이었던 선여사(船余寺)에 딸린 망일암(望日庵)이 있었다. 그 이름 그대로 이곳에서 바라보는 동해의 일출광경은 가히 장관이라 할 수 있다.
지금은 큰 도로가 생겨 이곳 관문은 이제 송림속에 길이 묻혀 내왕도 어렵게 되었다. 소두방재라는 본래의 이름은 용암령(聳岩嶺)이라는 뜻이 되니 정관읍이라는 이름 역시 그 본래의 뜻대로 한자로 표기하면 용암읍(聳岩邑)이 된다.

## 행정 구역
| 법정리 | 한자명 | 행정리 | 비고 |
| ------ | ------ | --- | ---- |
| 달산리 | 達山里 | 독점(독店 또는 陶店), 강변(江邊)1, 강변2, 달산1, 달산2, 달산3, 달산4, 달산5, 달산6, 달산7                                     |      |
| 두명리 | 斗明里 | 두명 |      |
| 매학리 | 梅鶴里 | 매곡(梅谷), 상곡(上谷)1, 상곡2, 구연동(口演洞), 매학(동원2차), 대전(大田)                                                     |      |
| 모전리 | 茅田里 | 모전1, 모전2, 모전3, 모전4, 모전5, 모전6, 모전7, 모전8, 모전9, 모전10, 양수(養樹)                                             |      |
| 방곡리 | 芳谷里 | 방곡1, 방곡2, 방곡3, 방곡4, 방곡5, 방곡6, 방곡7, 덕산(德山)                                                                   |      |
| 병산리 | 屛山里 | 병산 |      |
| 예림리 | 禮林里 | 예림, 서편(西便) |      |
| 용수리 | 龍岫里 | 가동(佳洞), 덕전(德田), 평전(平田), 산막(山幕), 용수1, 용수2, 용수3, 용수4, 용수5, 용수6, 용수7, 용수8, 용수9, 용수10, 용수11 |      |
| 월평리 | 月坪里 | 월평 |      |
| 임곡리 | 林谷里 | 임곡 |      |

## 주요 시설
- 새마을금고 정관지점(본점:기장군 시설 관리 공단 옆),정관지점(분점:계룡리슈빌), 임곡지점
- 정관우체국
- 신한은행 정관신도시 지점
- 부산은행 정관지점, 모전지점
- 경남은행 정관지점
- 하나은행 정관지점
- 기업은행 정관지점
- 우리은행 정관지점
- 국민은행 정관신도시 지점
- 동부산 농협: 정관지점,월평지점, 신정지점
- 농협은행(농협중앙회) 정관기업지점
- 기장소방서 기장지역대
- 기장경찰서 정관파출소
- 기장소방서
- 기장군 시설관리공단(舊 정관면사무소에 위치)
- 홈플러스 부산정관점
- 롯데웰푸드 부산공장(양산빵 제조공장)
- 조은D&C 정관신도시 조은플러스 / 조은클래스 / 더조은몰

## 아파트
| 단지명              | 건설사                | 시행사                | 주소                   | 입주        | 비고     |
| ------------------- | --------------------- | --------------------- | ---------------------- | ----------- | -------- |
| 정관 롯데캐슬 1차   | 롯데건설              | 롯데건설              |                        | 2008년 11월 |          |
| 정관 롯데캐슬 2차   | 롯데건설              | 롯데건설              | 정관3로 51 (모전리)    | 2013년 6월  |          |
| 정관 현진에버빌     | 현진㈜                | 현진㈜                | 정관2로 40 (모전리)    | 2009년 2월  |          |
| 정관 휴먼시아 1단지 | 남양건설 ㈜혜림건설   | 대한주택공사          | 정관4로 23 (용수리)    | 2008년 12월 | 국민임대 |
| 정관 센트럴파크     | 계룡건설산업          | 대한주택공사          | 구연방곡로 10 (달산리) | 2009년 12월 |          |
| 정관 리슈빌         | 계룡건설산업          | ㈜고속도로관리공단    |                        | 2008년 12월 |          |
| 정관 해모로         | 한진중공업㈜ 건설부문 | 한진중공업㈜ 건설부문 | 정관로 548 (용수리)    | 2008년 12월 |          |
| 정관 파밀리에       | 신동아건설            | 신동아건설            |                        | 2008년 12월 |          |
| 정관 협성르네상스   | 협성종합건업㈜        | ㈜협성르네상스        |                        | 2013년 12월 |          |
| 정관 이지더원 3차   | ㈜라인                | 이지하우징㈜          | 정관로 385 (모전리)    | 2015년 3월  |          |
| 정관 이지더원 5차   | 라인건설㈜            | 더원건설㈜            | 방곡로 29 (방곡리)     | 2015년 11월 |          |
| 정관 로얄듀크 1차   | 동원개발              | 동원개발              |                        | 2013년 6월  |          |
| 정관 로얄듀크 2차   | 동원개발              | 동원개발              |                        | 2013년 8월  |          |
| 정관 동일스위트 1차 | ㈜동일                | ㈜동일                | 정관4로 24 (용수리)    | 2012년 12월 |          |
| 정관 동일스위트 2차 | ㈜동일                | ㈜이스트건설          | 정관3로 23 (모전리)    | 2013년 8월  |          |
| 정관 동일스위트 3차 | ㈜동일                | ㈜동일                | 모전1길 9 (모전리)     | 2014년 5월  |          |

## 학교
- 한국폴리텍7대학 동부산캠퍼스
- 부산신정고등학교
- 정관고등학교
- 신정중학교
- 중앙중학교
- 모전중학교
- 정관중학교
- 방곡초등학교
- 정관초등학교
- 신정초등학교
- 월평초등학교
- 모전초등학교
- 달산초등학교
- 정원초등학교
- 가동초등학교